# Patrimoine public arlésien
Le patrimoine public historique arlésien se compose essentiellement de monuments romains et médiévaux. Il est complété par quelques réalisations majeures de la Renaissance et de la période classique; il comprend également des édifices plus contemporains. La plupart sont classés ou inscrits comme monuments historiques et figurent sur la liste du patrimoine mondial de l'humanité.

## Le forum et les cryptoportiques

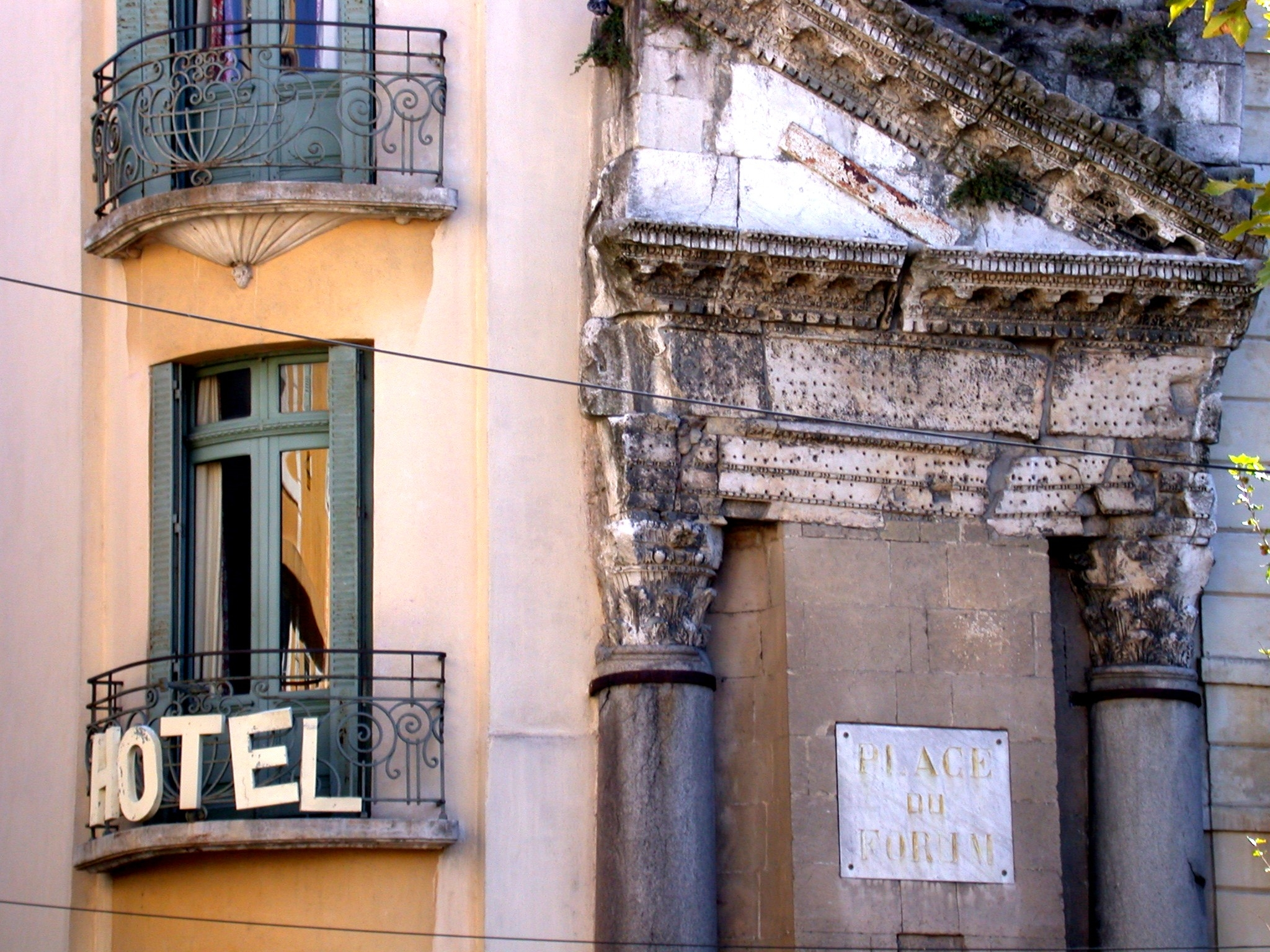

Le forum d’Arles est la première grande réalisation urbaine vers 30-20 av. J.-C. de la colonie romaine fondée en 46 av. J.-C. pour remercier Arelate de son soutien à César. Ses substructions, construites à la même époque, constituent les cryptoportiques qui servaient probablement au stockage des blés arlésiens dans le cadre du service de l'annone.

## Le théâtre antique

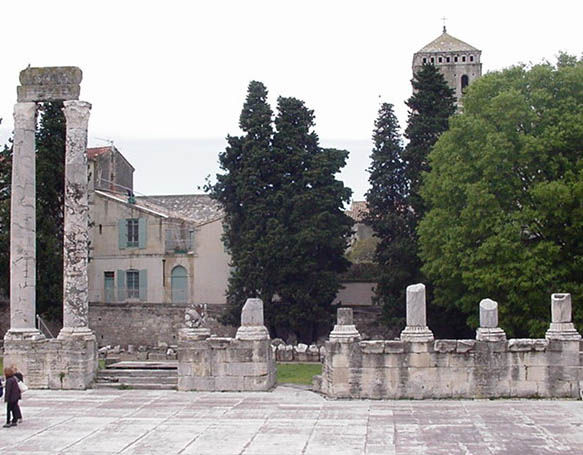

Le théâtre antique d'Arles est construit à la fin du Ier siècle av. J.-C., juste après la fondation de la colonie romaine. Commencé vers 40/30 av. J.-C., il est achevé vers l’an 12 av. J.-C.; le théâtre s'inscrit dans le quadrillage romain, sur le decumanus et fait partie du plan d'urbanisme Augustéen. Des premières fouilles en 1651 surgira la fameuse "Vénus d'Arles" (statue en marbre, actuellement au Louvre)

## Les arènes

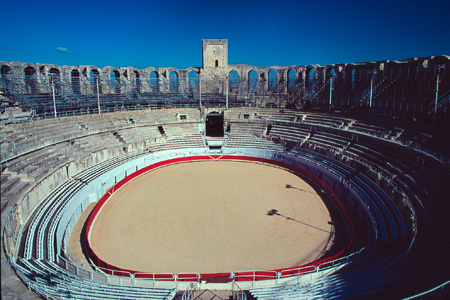

Les arènes d'Arles sont un amphithéâtre romain construit vers 80/90, peu après le Colisée de Rome dont elles reprennent les principales caractéristiques. Elles comprennent un système d'évacuation par de nombreux couloirs d'accès, une scène centrale de forme elliptique entourée de gradins, des arcades, ici sur deux niveaux, le tout pour une longueur totale de 136 mètres. Cet édifice accueille aujourd'hui des manifestations essentiellement taurines.

## Le cirque
Le cirque romain d'Arles est le plus vaste édifice romain de la cité; il est édifié à partir de 149, sous les Antonins pour les courses de chars. Aujourd’hui seuls demeurent visibles en contrebas du musée, des restes de la substruction de la cavea (gradins) et de l’extérieur de la sphendonè, extrémité arrondie du cirque. Son ornement le plus illustre, l’obélisque de la spina, est installé au XVIIe siècle sur la place Royale de la cité (l'actuelle place de la République).

## Les Alyscamps

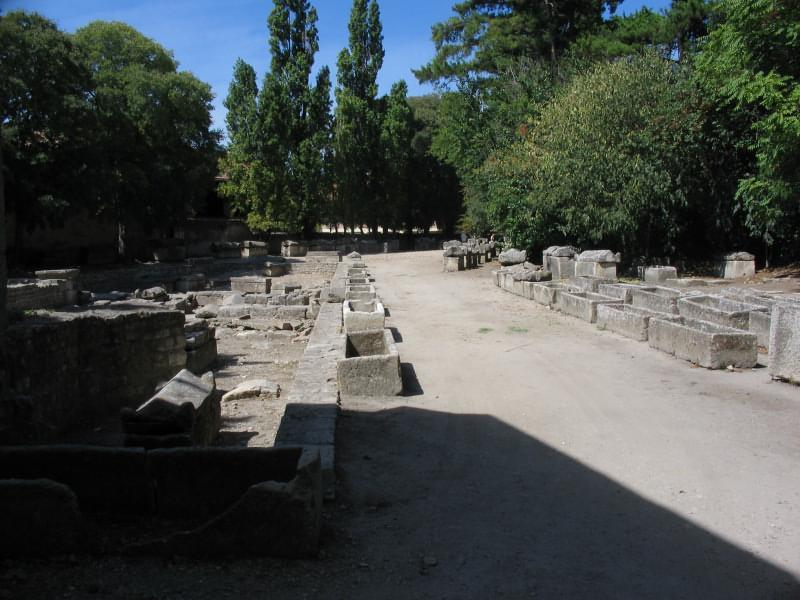

Initialement, de l'époque romaine au Moyen Âge, les Alyscamps ont été une nécropole païenne puis chrétienne située à l'entrée sud-est de la cité d'Arles sur la voie Aurélia, c'est-à-dire en dehors de la cité comme la plupart des nécropoles romaines. Ils comprenaient de très nombreux sarcophages dont il ne subsiste hélas aujourd'hui, à la suite de pillages et de travaux, que peu de choses.

## Les thermes de Constantin
Ils sont construits au début du IVe siècle sur les bords du Rhône, lorsque Constantin Ier résidait à Arles; ils ont été longtemps interprétés à tort comme les ruines d'un palais romain. Les thermes du Nord (Thermes de Constantin) sont les mieux conservés avec les Thermes de Cluny à Paris.

## Autres

### Époque romaine

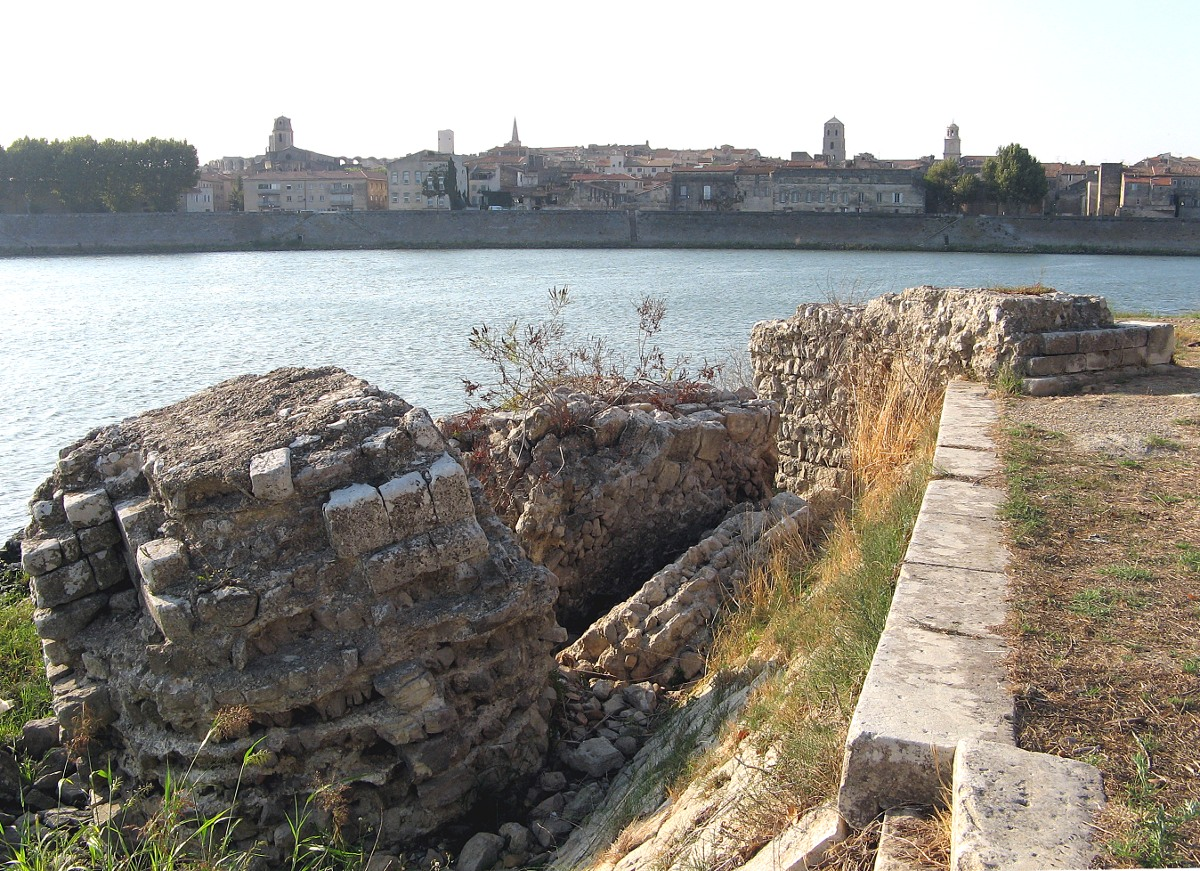
Ruines du pont romain, dit de "Constantin"

- Forum / cryptoportiques (CMH 1841 ; PMU 1981) : quartier de la Cité (antiquité, fin du Ier siècle av. J.-C.)
- Porte d’Auguste, appelée parfois Porte de la Redoute (CMH 1886 ; PMU 1981) : quartier de l’Auture (antiquité, fin du Ier siècle av. J.-C.)
- Théâtre antique, dit aussi théâtre romain ; il inclut la tour de Roland (CMH 1840; PMH 1981) : quartier de l’Auture (antiquité, fin du Ier siècle av. J.-C.)
- Restes du pont romain (CMH 1920; PMU 1981) : quartier de la Cavalerie (antiquité, Ier siècle)
- Amphithéâtre, appelé aussi arènes (CMH 1840 ; PMU 1981) : quartier de l’Auture (antiquité, fin du Ier siècle)
- Vestiges du cirque romain (CMH 1992; PMU (1981) : quartier de Barriol (Antiquité, 149)
- Obélisque (CMH 1840; PMU 1981) : quartier de la Cité (antiquité, IVe siècle)
- Thermes de Constantin, autrefois Thermes ou Palais de la Trouille (CMH 1840 ; PMU 1981) : quartier de la Cité (antiquité, IVe siècle)
- Remparts d'Arles (de la fin du Ier siècle av. J.-C. jusqu'au XVIIe siècle)

### Moyen Âge
- Palais des Podestats (CMH ???) : quartier de la Cité (Moyen Âge, XIIIe siècle)
- Tour de l’Écorchoir, dite aussi tour de la Boucherie ou tour du Leonet (CMH 1927) : quartier de la Roquette (Moyen Âge, 1372)

### Renaissance et époque classique
- Hôtel-Dieu Saint-Esprit, aujourd'hui Espace Van Gogh (Portail du XVIe siècle et ses vantaux CMH 1941) : quartier de la Cité (Renaissance 1573 et période classique 1680)
- Tour de l’Horloge ou beffroi de l’Hôtel de ville (CMH 1920) : quartier de la Cité (Renaissance, 1558)
- Porte de la Cavalerie (CMH 1928) : quartier de la Cavalerie (Renaissance, 1588)
- Hôtel de ville (CMH 1920) : quartier de la cité (période classique, 1676)
- Grande Boucherie, aujourd’hui salle Jean-et-Pons-Dedieu (façade et statuaire CMH 1922) : quartier de la cité (période classique, 1724)

### Époque moderne
- Centre hospitalier Joseph-Imbert (p. IIMH 1996) : quartier de Fourchon (XXe, 1974)